# Cross de L'Humanité
Le cross de L'Humanité est une compétition sportive de cross-country organisée par le journal français L'Humanité avec l'Organisation du sport travailliste (OST) et la Fédération sportive et gymnique du travail (FSGT). Créé au cours des années 1920, sous l'égide de la Fédération sportive du travail (FST), il devient en 1933, une épreuve nationale de masse de course à pied ouverte aux hommes et aux femmes, et une importante rencontre athlétique internationale en France qui s'est tenue chaque année – sauf durant la Seconde Guerre mondiale – jusqu'en 1968. Il se déroulait en public, à la fin du mois de février ou au début mars, dans le bois de Vincennes avec une arrivée sur l'hippodrome du Tremblay mais aussi occasionnellement à La Courneuve avec une arrivée dans le stade Marville.

## Historique

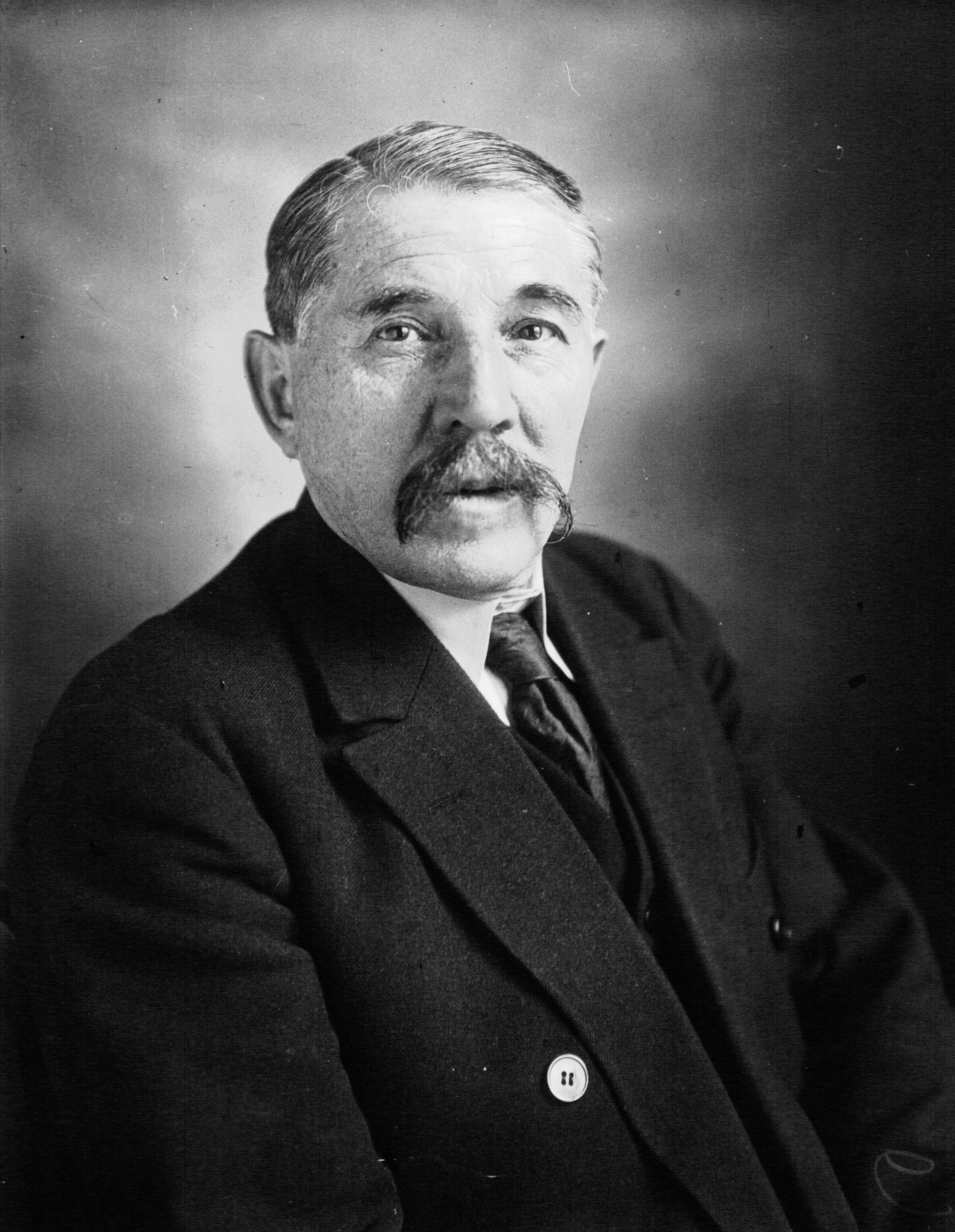
Le fondateur Marcel Cachin, en 1929.

À l'instar du Grand Prix cycliste de L'Humanité, fondé en 1927 par le quotidien communiste, le cross de L'Humanité est créé en 1933 par Marcel Cachin. Il est le résultat tout à la fois de l'engouement populaire pour les épreuves sportives de course à pied et de l'implication des mouvements communistes dans le sport à des fins sociales – importance de l'éducation sportive des masses populaires – mais aussi politiques pour mettre en avant, par la propagande, la valeur des régimes de démocraties populaires en matière de sport,. Il est composé de trois catégories : le Critérium des As pour les coureurs d'élite, l'épreuve féminine et des épreuves junior. La première édition regroupe 500 participants et participantes, déjà 2 000 l'année suivante,.

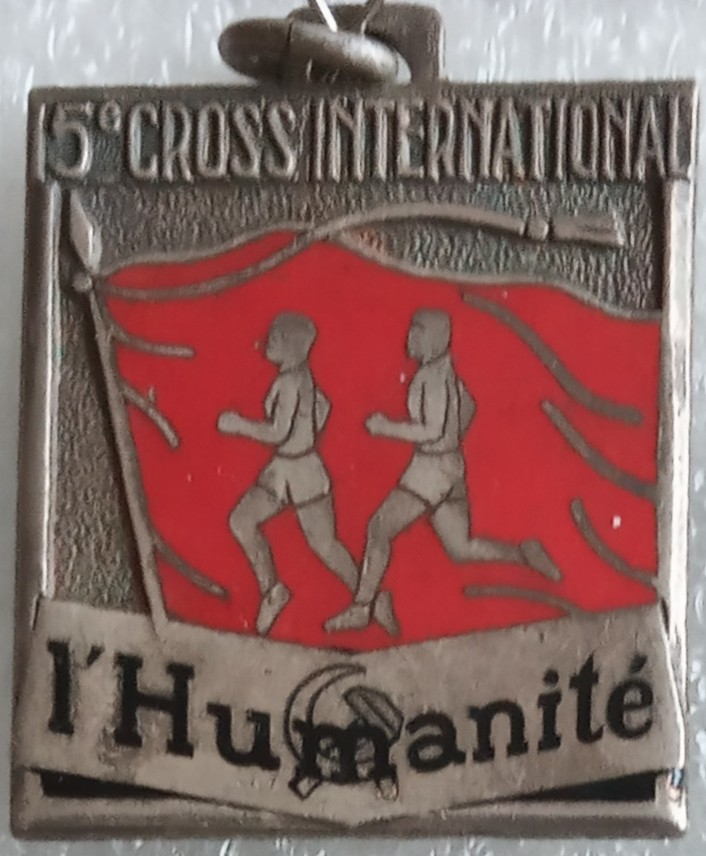
XVe cross de L'Humanité - 1952

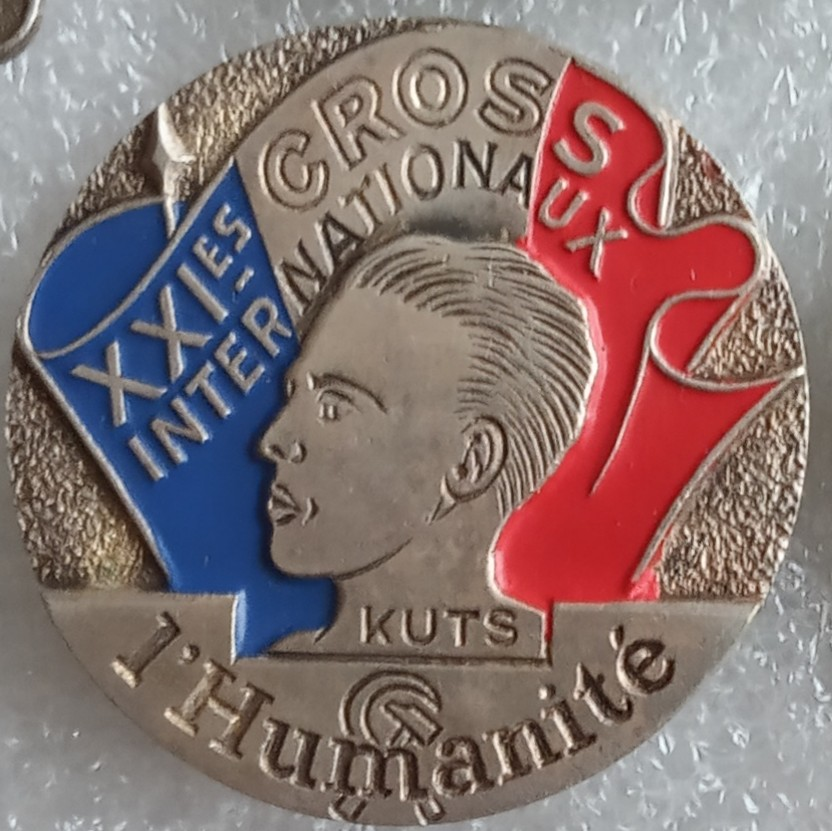
XXIe cross de L'Humanité - 1958 - Effigie de Vladimir Kuts, coureur de fond soviétique, vainqueur de la course en 1956 et 1957.

Du fait de l'engagement politique des organisateurs, le cross de L'Humanité n'est pas bien vu de la Fédération française d'athlétisme (FFA). Paul Méricamp, qui en est le président de 1944 à 1953, interdit aux athlètes français de participer au cross de L'Humanité sous peine d'être exclus des compétitions internationales comme l'a été la championne de France 1953 de cross Monique Caron-Renoult pour l'avoir couru. Seuls des athlètes français anonymes y participeront – Alain Mimoun n'y assistera que des tribunes –, les principaux compétiteurs de niveau international étant originaires de l'URSS, de la Pologne, de la Tchécoslovaquie, de la République démocratique allemande, de la Roumanie et de la Hongrie.
Au sommet de sa notoriété, l'épreuve de 1954  réunit sur 10 000 m le jeune soviétique Volodymyr Kuts et le confirmé multimédaillé olympique tchèque Emil Zátopek parmi 7 000 participants courant devant une foule de 50 000 spectateurs. Remportée par ce dernier cette année-là, l'édition de 1956 verra en revanche le Soviétique battre le Polonais Jerzy Chromik et Emil Zátopek, troisième, participer à sa dernière course en France,.
En 1961, un cross-country concurrent – le Cross du Figaro – est créé par le journal Le Figaro, avec le soutien de la FFA, et se déroule annuellement dans le bois de Boulogne.
La dernière édition du Cross de L'Humanité a lieu en 1968. Les courses de fond héritières sportivement de ce cross seront le marathon de Paris (fondé en 1976) et les 20 km de Paris (fondé en 1979). En 1992, est également courue la première édition du cross international du Val-de-Marne sur le site historique du Cross de L'Humanité dans le parc du Tremblay dans le Val-de-Marne.

## Palmarès

### Épreuve des As

#### Individuel
- 1933 : André-Louis Laforge (France)
- 1934 : Laville (France)
- 1935 : Seraphim Znamensky (URSS)[5]
- 1936 : Cobo (France)
- 1937 : Seraphim Znamensky (URSS)[12],[5]
- 1938 : Seraphim Znamensky (URSS)
- 1939 : Vaïno Hellen (Finlande)
- 1940-1944 : Non tenu en raison de la guerre
- 1945 : Raphaël Pujazon (France)[13]
- 1946 : Raphaël Pujazon (France)[14]
- 1947 : Alexandre Pougatchevsky (ru) (URSS)[15].
- 1948 : George Stefanovitch (en) (Yougoslavie)[16]
- 1949 : Jenő Szilágyi (en) (Hongrie)[17]
- 1950 : Gyula Penzes (Hongrie)
- 1951 : Ivan Semenov (ru) (URSS)[18]
- 1952 : Nikifor Popov (ru) (URSS)[19],[20]
- 1953 : Adrien Leconte (France)[21]
- 1954 : Emil Zátopek (Tchécoslovaquie)[3],[22]
- 1955 : Emil Zátopek (Tchécoslovaquie)[23]
- 1956 : Volodymyr Kuts (URSS)[9],[24]
- 1957 : Volodymyr Kuts (URSS)[25]
- 1958 : Zdzisław Krzyszkowiak (Pologne)[26]
- 1959 : Jerzy Chromik (Pologne)[10]
- 1960 : Pyotr Bolotnikov (URSS)[27]
- 1961 : Aleksandr Artiniuk (en) (URSS)[28],[29]
- 1962 : Leonid Ivanov (de) (URSS)[30]
- 1963 : Kazimierz Zimny (Pologne)[31]
- 1964 : Lajos Mecser (Hongrie)[32]
- 1965 : Michel Jazy (France)[33]
- 1966 : Lajos Mecser (Hongrie)[34]
- 1967 : Leonid Mikitenko (URSS)[35]
- 1968 : Leonid Mikitenko (URSS)[réf. nécessaire]

### Épreuve féminine

#### Individuel
- 1933 : Labesse (France)[36]
- 1934 : Decouart (France)[37]
- 1935 : Birolini (France)[38]
- 1936 : Birolini (France)[39]
- 1937 : Anna Zaitseva (ru) (URSS)[40]
- 1938 : Eudoxie Vassilieva (ru) (URSS)[41]
- 1939 : Eudoxie Vassilieva (ru) (URSS)[42]
- 1940-1944 : Non tenu en raison de la guerre
- 1945 : Hélène Fize-Deweze (France)[43]
- 1946 : Anna Zaitseva (ru) (URSS)[44]
- 1947 : Anna Zaitseva (ru) (URSS)[45]
- 1948 : Ilona Zubek (Hongrie)
- 1949 : Anna Bleha (Hongrie)[46]
- 1950 : Anna Bleha (Hongrie)[47]
- 1951 : Anna Basenko (ru) (URSS)[48]
- 1952 : Polina Solopova (URSS)[49]
- 1953 : Monique Caron-Renoult (France)
- 1954 : Nina Otkalenko (URSS)[50]
- 1955 : Nina Otkalenko (URSS)
- 1956 : Nina Otkalenko (URSS)
- 1957 : Nina Otkalenko[51] (URSS)
- 1958 : Yelizavyeta Yermolayeva (URSS)
- 1959 : Lyubov Yanvaryova (URSS)
- 1960 : Nina Otkalenko (URSS)
- 1961 : Nina Otkalenko (URSS)
- 1962 : Tamara Babintseva (ru) (URSS)
- 1963 : Tamara Babintseva (ru)[52] (URSS)
- 1964 : Ludmila Gurevitch (URSS)
- 1965 :
- 1966 : Les coureuses étrangers n'ont pas participé
- 1967 : Tamara Dunaiskaia (URSS)[53]
- 1968 : Paola Pigni (Italie)